# Köcher

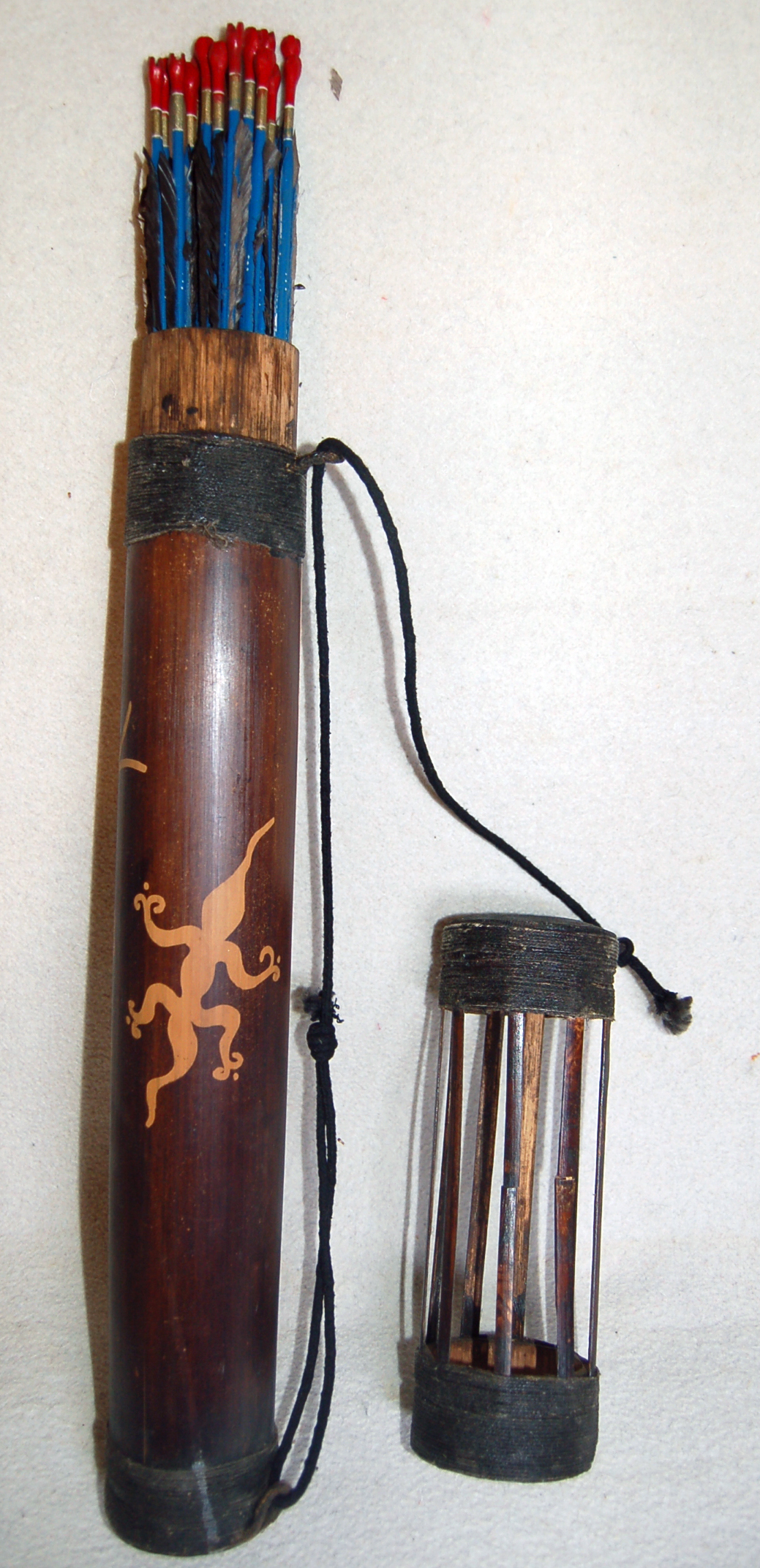
Köcher

Ein Köcher ist ein Behältnis für Pfeile bzw. Bolzen, wie sie mit einem Bogen, einer Armbrust oder einem Blasrohr verschossen werden. Köcher haben, je nach Verwendung, verschiedene Formen. Sie werden oft über der Schulter getragen, aber auch am Gürtel, direkt am Compoundbogen oder am Pferdesattel befestigt. In manchen Fällen, insbesondere bei Köchern, die am Sattel befestigt sind, existiert auch ein Fach für den Bogen. Einige Köcher verfügen über einen Verschluss, der die Pfeile vor Regen schützt, wodurch eine längere Lebensdauer erzielt wird.
Köcher wurden und werden von allen Kulturen verwendet, die Pfeil und Bogen verwenden. Ihr Gebrauch ist bereits neolithisch belegt, aber wahrscheinlich sind sie noch älter. So wurde auch bei der alpinen Gletscherleiche „Ötzi“ ein Köcher gefunden. Im europäischen Mittelalter wurden Köcher traditionell aus Leder oder Tuch gefertigt; solche Köcher werden auch heute noch bei Mittelalterfesten u. Ä. verwendet. Modernere Köcher haben sich, ebenso wie die entsprechenden Pfeile und Bögen, weiterentwickelt. Heute werden meist Köcher aus Kunststoff verwendet, die oft mehrere Fächer aufweisen, um darin weitere Werkzeuge unterzubringen.
In Japan haben sich von den europäischen und anderen asiatischen Formen abweichende Köcher wie der geschlossene Utsubo und der Ebira entwickelt.
Je nach Trageart werden unterschiedliche Bezeichnungen dafür verwendet: Seitenköcher als Targetköcher oder Feldköcher, Rückenköcher, sowie ein Anbauköcher der am Bogen befestigt wird.

## Andere Köcher
Zum Mähen mit der Sense braucht man einen Wetzstein, der in einem Köcher mit Wasser mitgeführt wird, damit er nass bleibt. Dieser Köcher ist als Kumpf bekannt.

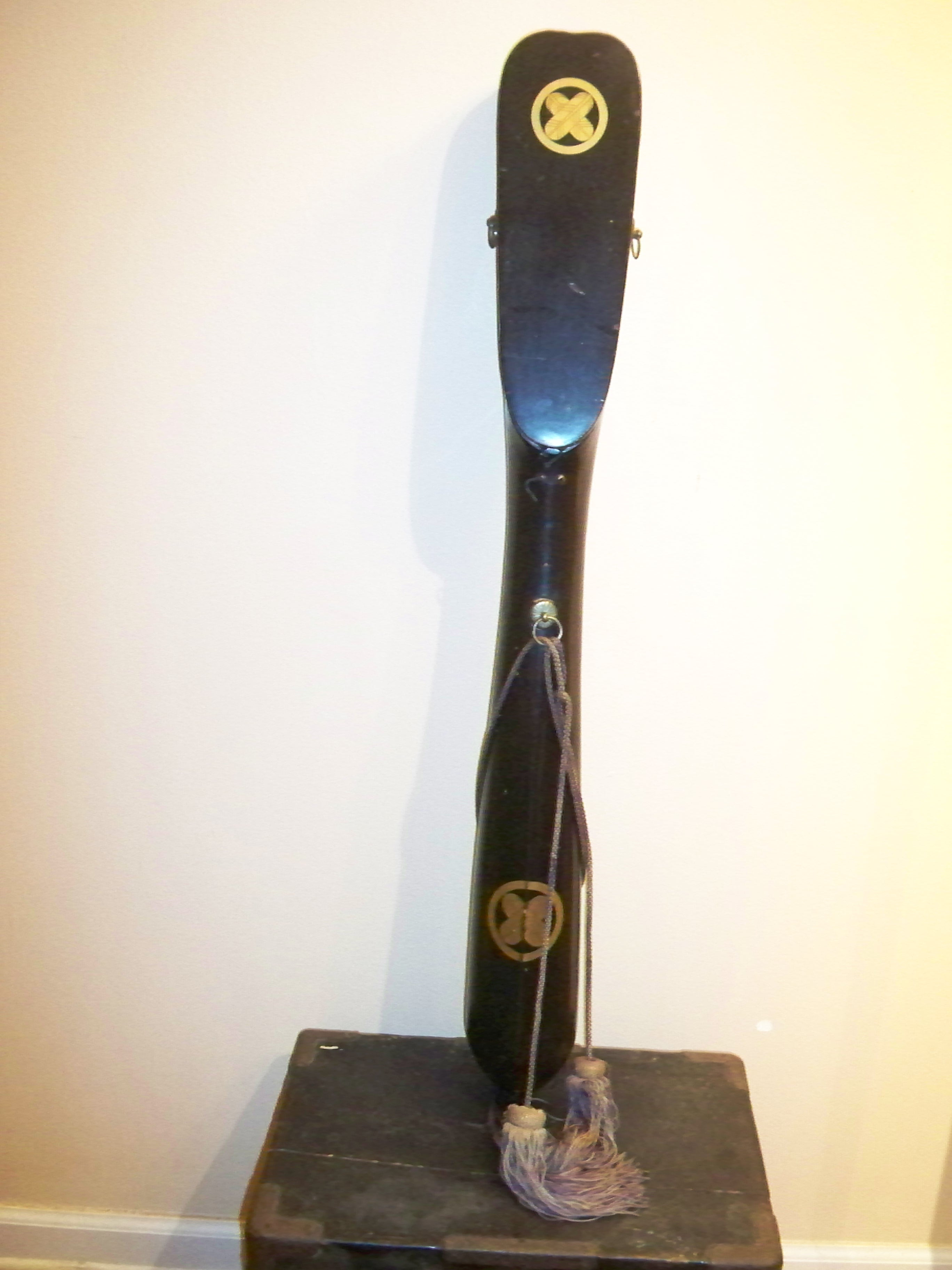
Utsubo (Japan)
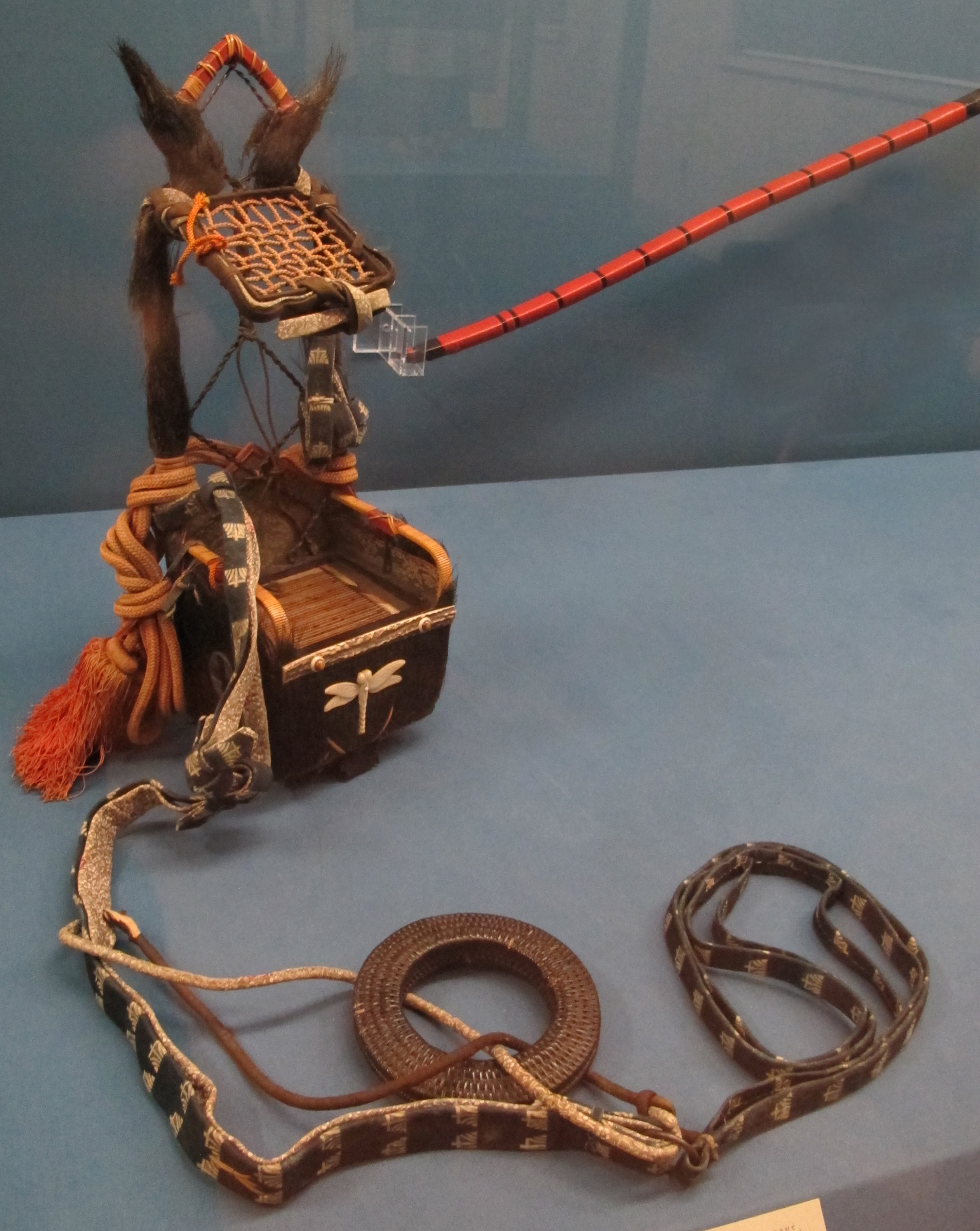
Ebira (Japan)
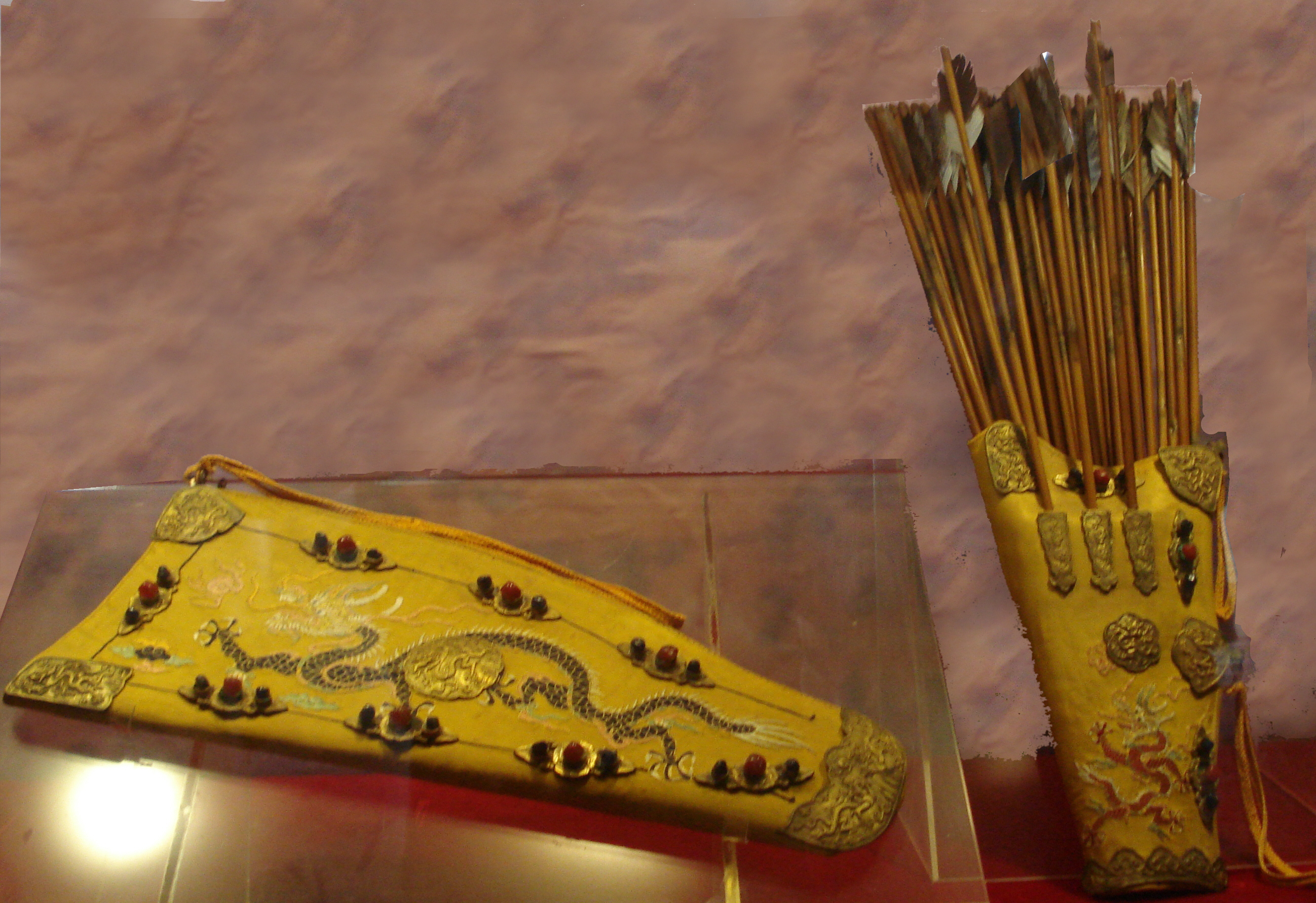
Chinesischer Pfeilköcher (Ming-Zeit)
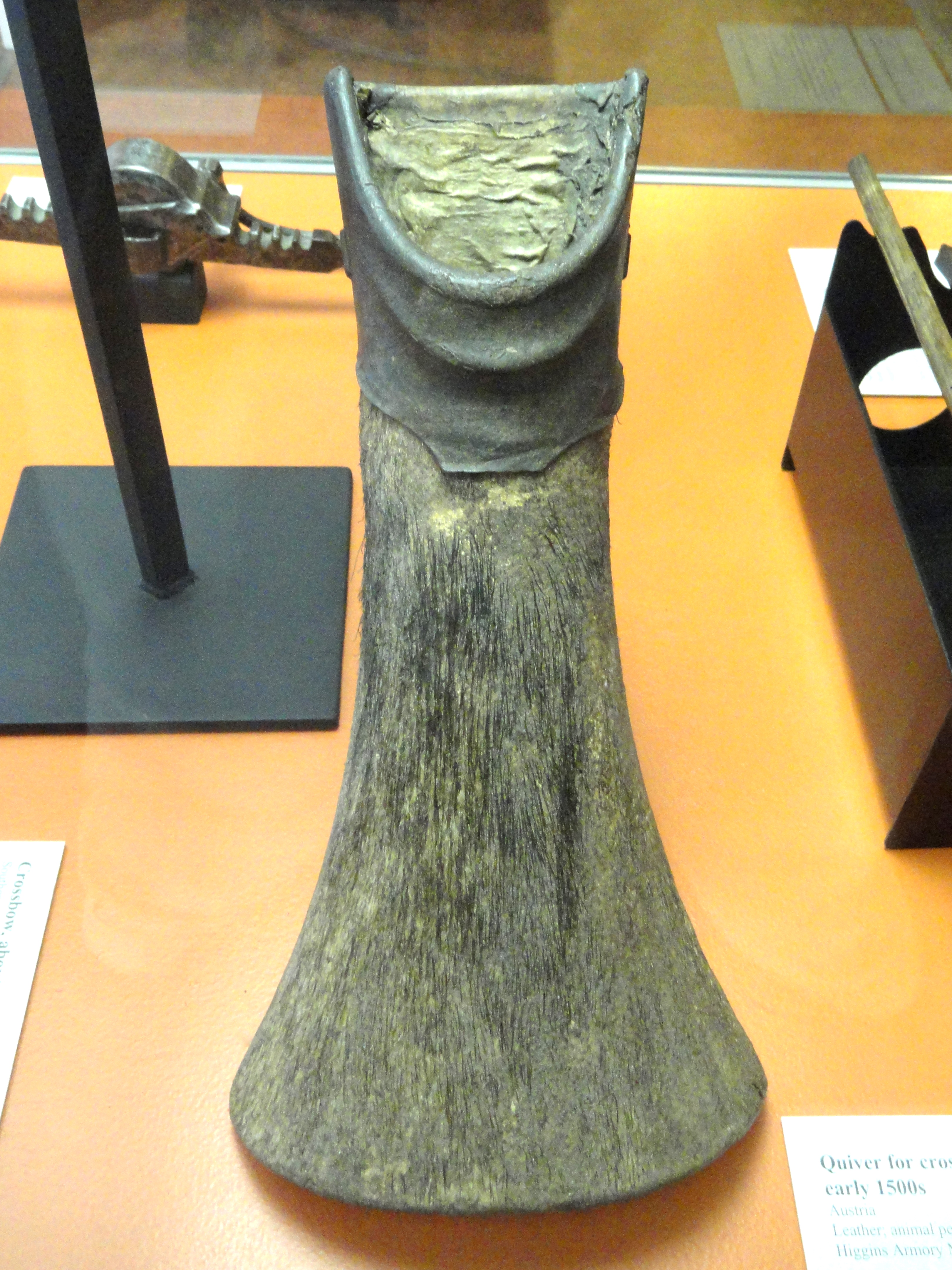
Köcher für Armbrust-Bolzen (Österreich)